# (9882) Stallman
(9882) Stallman est un astéroïde de la ceinture principale.

## Description
(9882) Stallman est un astéroïde de la ceinture principale, distant de 1,9557546 UA, caractérisé par une excentricité de 0,1826703 et une période orbitale de 1 351,96 jours (3,7 années). Stallman possède une vitesse radiale moyenne de 19,25 km/s et une inclinaison de 0,98757º.
Cet astéroïde fut découvert le 28 septembre 1994 par le programme spatial Spacewatch.
Il fut répertorié sous différentes dénominations provisoires, 1979 QV4, 1994 SS9 et 1997 HE18 avant de recevoir sa dénomination finale.
Il est nommé en l'honneur du programmeur informatique et militant du logiciel libre, Richard M. Stallman.